# 中國文化與中國的兵
《中国文化与中国的兵》是雷海宗的作品，全书分为两篇。
雷海宗將中國文化分成三個周期。383年淝水之战前後，中国分为两周，第一周是純華夏民族创造文化的时期，第二周是北方各少数民族屡次入侵中原，印度佛教不断渗入并最终与中国文化发生了“化学的作用”，形成一個胡汉混合的新中国。在上古時代，贵族男子都以当兵为荣。遇有战事，国君往往亲自出战。整部《左传》中没有一个临阵脱逃的士兵。中国的文化自秦汉后是“无兵的文化”，就是“没有真正的兵，也就是说没有国民，也就是说没有政治生活。”，雷氏深痛表示：“中國二千年來，由於人民不能當兵，不肯當兵，因此弄得國家積弱，民族或個人軟弱無能。”雷海宗对中国知识分子多有批评，他认为他们都是些文弱的书生，绝对不肯当兵，“每次天下大乱时士大夫无能的情形就暴露无遗”，歷代党争“都是在严重的内忧或外患之下的结党营私行为。起初的动机无论是否纯粹，到后来都成为意气与权力的竞争；大家都宁可误国，也不肯牺牲自己的意见与颜面，当然更不肯放弃自己的私利。各党各派所谈的都是些主观上并不诚恳客观上不切实际的高调。”。卢沟桥事变后，“与印度、巴比伦文明比较，中国文化有顽强的生命力，可造第三周。”
雷海宗是“战国策派”的代表，《中国文化与中国的兵》上编的论文是抗战前三年间发表在清华大学《社会科学》的杂志上，包括《中国的兵》、《中国的家族》、《中国的元首》、《无兵的文化》、《中国文化的两周》等五篇文章。下编的论文主要完成于抗战前期。《中国文化与中国的兵》是雷氏哲學自成一格的表述，明顯有斯宾格勒的影响。